# Col·legi Lestonnac l'Ensenyança
Lestonnac l'Ensenyança de Lleida és un col·legi fundat en 1750 que forma part dins de l'orde de la Companyia de Maria-Lestonnac, en llatí Ordo Societatis Mariae Dominae Nostrae.
Des del 2017 l'escola, si bé continua sent religiosa, no existeix la presència de religioses docents. L'educació al centre comprèn dels dos fins als 18 anys, és a dir, des d'educació infantil fins a 2n de batxillerat. Arreu del món existeixen desenes d'escoles pertanyents a la Companyia de Maria i estan situades arreu del món, principalment a Amèrica del Sud, Àfrica i Europa. La primera escola a fundar-se va ser la de Bordeus, a França.